# Decúbit
D'ús comú en la medicina, la paraula decúbit s'utilitza per significar 'tombat'. Es deriva del verb llatí decumbere, 'anar a dormir'.
Quan els professionals mèdics utilitzen aquest terme per descriure la posició d'un pacient, anomenen la part del cos damunt la qual reposa el pacient, precedida per la paraula 'decúbit'. Per exemple, el decúbit lateral dret significaria que el pacient està estirat sobre el seu costat dret. Posició de decúbit lateral esquerre significaria que el pacient està estirat sobre el seu costat esquerre.
Un altre exemple és angina de decúbit, 'dolor al pit mentre s'està ficat al llit'.
En radiologia, aquest terme implica que el pacient està ajagut amb la radiografia que es pren paral·lelament a l'horitzó.